# Maputalândia
Maputalândia é uma região natural da África Austral. Está localizada na parte norte da província de Cuazulo-Natal, África do Sul, entre Essuatíni e a costa. Em um sentido mais amplo, pode também incluir a região mais ao sul de Moçambique. As rotas das aves e os recifes de coral ao longo da costa são as principais atrações turísticas.
Agora, o nome desta região está sendo revivido em favor das pastagens e matagais de Maputalândia-Pondolândia, uma das ecorregiões da África do Sul, bem como em favor do ponto de extensão de Maputalândia-Pondolândia-Albany.

## Geografía
Maputalândia faz fronteira com os Montes Libombos a oeste, e o Oceano Índico a leste. Abrange uma área de cerca de 10.000 km2, estendendo-se aproximadamente desde a cidade de Hluhluwe e o norte do Lago Santa Lucia até a fronteira de Moçambique com a África do Sul, ou mais além, até Maputo, em Moçambique.

## Tongalândia
A região sul-africana de Maputalândia também era conhecida anteriormente como "Tongalândia" ou "Amatongalândia", em homenagem ao povo tsonga que vive lá. A região normalmente plana, alimenta os rios Pongola e Mkhuze. Em 11 de junho de 1895, Tongalândia foi anexada pela Grã-Bretanha.
Porém, "Tongalândia", o nome da região dos tsongas, caiu em grande desuso. No entanto, ainda é encontrado ocasionalmente em trabalhos científicos, bem como na nomeação de espécies, como o "Caracol canibal de Tongalândia" (Natalina wesseliana).